# Касивадзаки, Кацухико
Кацухико Касивадзаки (яп. 柏崎 克彦; род. 16 сентября 1951, Кудзи, Иватэ) — японский дзюдоист, чемпион и призёр чемпионатов Японии и мира, автор книг и один из ведущих специалистов по дзюдо в мире.

## Биография
Кацухико Касивадзаки начал заниматься дзюдо с 10 лет. Его первым тренером был мастер 5 дана Сётаро Кубо. Во время учёбы в средней школе и до поступления в Токайский университет тренировать будущего чемпиона стал мастер Юто Ваяма. Во время учёбы в университете в Токио, подготовкой Кацухико Касивадзаки стал заниматься двукратный чемпион мира по дзюдо (в 1967 и 1973) и трехкратный чемпион Японии Нобуюки Сато. Три учителя стали примером для Кацухико Касивадзаки. Позже он отметил, что Сётаро Кубо научил его духу дзюдо, Юто Ваяма передал основы неадза, а Нобуюки Сато был для него примером упорства.
Стиль мастера Нобуюки Сато повлиял на склонность Касивадзаки к проекциям посредством бросков и невадза. Действительно, Исао Окано отмечает способность сенсея Сато использовать хиккикоми гаэси перед тем, как взять под контроль своего противника на земле. По словам Касивадзаки, его учитель также получил прозвище «Невада Сато» в связи с его боевой техникой.

## Карьера
Одно из первых международных достижений Касивадзаки было не в дзюдо, а в самбо. Он завоевал серебряную медаль на Открытом чемпионате Европы в Риге в 1972 году в категории до 62 кг. Золотую медаль выиграл Сато сенсей, которого Кацухико Касивадзаки сопровождал на мероприятии. Вскоре он выиграл чемпионат мира по самбо в 1975 году в той же весовой категории.
Выступал в полулёгкой весовой категории (до 65 кг). Чемпион (1975, и 1978—1980 годы), серебряный (1976) и бронзовый (1974, 1982) призёр чемпионатов Японии. Победитель и призёр международных турниров. Победитель (1982) и бронзовый призёр (1978) международного турнира памяти Дзигоро Кано в Токио. Серебряный призёр чемпионата мира 1975 года в Вене. На чемпионате мира 1981 года в Маастрихте поднялся на высшую ступень пьедестала.
После того, как Касивадзаки завершил участие в соревнованиях, он переехал в Лондон, чтобы преподавать в Будоквай. Там он познакомился и подружился со знаменитым фотографом Теренсом Донованом, который тренировался в клубе и с которым позднее они написали книгу Fighting judo. Позднее Кацухико Касивадзаки был национальным тренером по дзюдо в Канаде, Германии и в других странах. С 2009 года он стал главным тренером в Международном университете Будо в Японии.

### Достижения
| Год  | Соревнование                     | Место           | Результат | Категория |
| ---- | -------------------------------- | --------------- | --------- | --------- |
| 1975 | Чемпионат мира                   | Вена            | Серебро   | до 63 кг  |
| 1981 | Чемпионат мира                   | Маастрихт       | Золото    | до 65 кг  |
| 1976 | Tournoi de Paris                 | Париж           | Бронза    | до 70 кг  |
| 1977 | Международный турнир             | Будапешт        | Золото    | до 65 кг  |
| 1978 | Международный турнир             | Будапешт        | Золото    | до 65 кг  |
| 1978 | Кубок Дзигоро Кано               | Токио           | Бронза    | до 65 кг  |
| 1979 | Международный турнир             | Санкти Спиритус | Золото    | до 65 кг  |
| 1980 | Чемпионат Тихоокеанского региона | Гонолулу        | Золото    | до 65 кг  |
| 1982 | Кубок Дзигоро Кано               | Токио           | Золото    | до 65 кг  |